# Сан-Марко-Арджентано
Сан-Марко-Арджентано (итал. San Marco Argentano) — коммуна в Италии, располагается в регионе Калабрия, подчиняется административному центру Козенца.
Население составляет 7646 человек, плотность населения составляет 98 чел./км². Занимает площадь 78 км². Почтовый индекс — 87018. Телефонный код — 0984.
Покровителем населённого пункта считается Св. Евангелист Марк. Праздник ежегодно празднуется 25 апреля.